# Србин (Чешка)
Србин (чеш. Srbín) je село Средњочешком крају, у округу Праг-исток, и део је Мукаржова. 

## Историја
Србин је основан као каменорезачко село. Његово оснивање је записано у исто време као и оснивање Мукарова, а то је 12 век. Оснивач Србина се звао Срба и био је један од војника чешког краља Владислава II (Ондреј, Кубјата, Хлавач, Мишла, Срба и Мукар). Краљ Владислав био је други по реду чешки краљ и владао је од 1158. до 1172. године.
Набројани војници (Ондреј, Кубјата, Хлавач, Мишла, Срба и Мукар) су за своју верност у војсци краља добили од њега у густим шумама званим Црне шуме земљишне поседе на којима су подигли своје замкове.